# Calders
|  | Per a altres significats, vegeu «Calders (desambiguació)». |

Calders és un poble, cap del municipi del mateix nom, de la comarca del Moianès, fins al 2015 adscrit administrativament a la del Bages.
Està situat a l'extrem sud-occidental de l'altiplà del Moianès, a prop del Pla de Bages a la zona de Navarcles i Artés.
Pertany al Bisbat de Vic i al Partit Judicial de Manresa, ciutat de la qual també depèn des del punt de vista de l'Administració d'Hisenda.

## Geografia
- Llista de topònims de Calders (Orografia: muntanyes, serres, collades, indrets..; hidrografia: rius, fonts...; edificis: cases, masies, esglésies, etc).

Termes municipals limítrofs:
|           | Artés i Avinyó       |      |
| Navarcles |                      | Moià |
| Talamanca | Monistrol de Calders |      |

### Perímetre del terme de Calders
Per començar aquesta descripció cal situar-se al Pla de Puntogaina, a l'extrem nord-est del terme, a llevant de la masia de la Grossa i al sud-oest de Serramitja.

#### Termenal amb Moià
Des del punt anterior, el termenal s'adreça cap al nord-nord-oest, per arribar a l'extrem est del Camp Gran, on torna a girar, ara cap al nord-est, fins a l'extrem sud-est del Camp Solà, on torna a girar cap al nord-nord-oest. Al cap de 225 metres arriba a la paret occidental de la capella de la Mare de Déu dels Dolors de la Grossa, que és en terme de Moià, i passa separant la capella de la masia de la Grossa i passar entre la masia, que queda en territori de Calders. En aquest lloc continua en la mateixa direcció cap al Camp de la Bassa, on torç cap al nord-oest, deixant al nord-est la Bastona i el Pla de la Bassa, i acaba d'arribar ran de la carretera N-141c, en el punt quilomètric 20,775, on es troben els termes municipals de Calders, Moià i Avinyó.
Es tracta d'un termenal d'1,7 quilòmetres, que deixen pel costat de Moià terres de la Grossa, de Vilaterçana i de Sabruneta, i pel de Calders, de les dues primeres masies esmentades.

#### Termenal amb Avinyó
La línia de terme entre Calders i Avinyó és molt curta, pràcticament tota definida per la carretera o els seus entorns. Arrenca del punt anterior, i continua cap a ponent per la N-141c, fins que, al revolt situat a llevant de la petita urbanització i restaurant d'Urbisol, al lloc on hi hagué la Caseta d'en Ponça, convertida en l'esmentat restaurant. Des del revolt, seguint sempre cap a ponent, el termenal va a buscar l'angle sud-oest de la Caseta d'en Ponça, a 150 metres de la qual es troben els termes municipals de Calders, Avinyó i Artés.
És un termenal curt, d'uns 750 metres, que passa per terres de la Grossa i de Vilaterçana, pel costat de Calders, i de la Caseta d'en Ponça i el Berenguer, pel d'Avinyó.

#### Termenal amb Artés
Des de la Caseta d'en Ponça el termenal amb Artés marca una línia quasi del tot recta en direcció oest-sud-oest. Segueix un tros la carretera ja esmentada, fins que, ran de la benzinera de Calders, comença a separar-se'n per tal d'anar a buscar el vessant nord de la carena on es troba el poble de Calders. Deixant al nord el Racó del Jordi i el Pla d'Ascó, passa al nord del Pla del Mas, per la Roca Dotzena, la Baga del Bosquet i pel capdamunt de la Baga de la Vall, per anar a cercar l'extrem oriental de la urbanització Vista Pirineu, on segueix l'extrem meridional de la urbanització, que queda tota en terme d'Artés.
A partir de les darreres cases de la urbanització, i sempre per la carena, el termenal passa pel mig de les edificacions del mas Torrecabota, s'enfila al Puig Presseguer, i segueix la Serra de Can Vila, un tros per la carena i després anant a cercar-ne el vessant nord. Passa pel nord de la Font de les Tàpies i de la masia de les Tàpies, i va a trobar la Serra de Salavés, que segueix cap a ponent fins al final, arribant a tocar el Llobregat just al nord del Pont de Cabrianes. En aquest lloc es troben els termes de Calders, Artés i Navarcles.
És una línia de 10,2 quilòmetres, molt recta, que deixa en terres de Calders les heretats de Vilaterçana, Reixac, Trullars, Cal Reguant, Cal Vilaró, la Guàrdia, la Domènega, la Vila, Torrecabota, Mont-ros, les Quingles, les Tàpies i l'Oller. Pel costat d'Artés es troben les terres de Vilarmau, Ribatallada, el Mas, la Ponça, la Vall, la Sala, Malla, Torrecabota, la Paloma, Can Vila i Sant Hilari Nou.

#### Termenal amb Navarcles
En aquest lloc, antigament el termenal seguia el curs del Llobregat cap al sud, pràcticament fins a Navarcles, però des del primer terç del segle xx, les antigues terres del Galobard foren segregades de Calders i afegides a Navarcles. En l'actualitat, el termenal en tocar el Llobregat torna enrere, formant una falca; segueix un torrent cap a llevant, fins que al cap de quasi 700 metres marca un angle recte cap al sud-sud-est, per anar a cercar l'extrem oriental del Serrat del Galobard. Torç cap a llevant fent un angle recte, i torna a fer al cap de poc un altre angle recte per tal de tòrcer cap al sud, altre cop, deixant a llevant les terres de l'Oller. En la mateixa direcció, travessa la carretera N-141c pel punt quilomètric 9,5, i davalla en línia recta fins al torrent de la Deu. Un cop troba aquest curs d'aigua, el segueix aigües avall fins a abocar-se en el Calders, al sud-est de la Pólvora, a llevant del nucli de Navarcles.
En aquest lloc la línia de terme remunta el Calders al llarg de dos meandres molt tancats del riu, i a la cinglera sota, i a llevant, de la Granja el Turó, a l'est del Pla del Cos, va a buscar el Serrat de l'Angle, que segueix un tros cap al sud-est. Cap a la meitat del serrat, gira cap al sud, fins al costat del punt de trobada de la riera de Navarcles amb la riera de Solervicenç, on torna a girar, ara cap al sud-est, en una línia no ben bé recta. Passa a llevant de les terres del Mas Solervicenç i dels Quatre Termes, fins que s'enfila al Serrat de la Torre, on troba la fita tritermenal entre Calders, Navarcles i Talamanca.
És una línia de 5,7 quilòmetres, que discorre per terres de les Tàpies, l'Oller, l'Angle, Puigmartí i les Oliveres, en terme de Calders, i del Galobard, la Pólvora, la Cura i El Solervicens, en el terme de Navarcles.

#### Termenal amb Talamanca
A partir d'aquest serrat, la divisòria entre Calders i Talamanca discorre del tot per la carena de tres serrats: el primer, el ja esmentat Serrat de ña Torre, que en el seu extrem oriental enllaça amb el Serrat dels Alous. Aquest segon serrat enllaça a llevant amb el Serrat del Vintró, a l'extrem est del qual es troba la fita tritermenal entre Calders, Talamanca i Monistrol de Calders, al sud-oest de la Cremada del Vintró i al nord-oest de la Vinya Vella de Mussarra.
És una línia de 4,7 quilòmetres, que deixa en terme de Talamanca terres de la Tatgera, del Mas de Santa Magdalena, del Cingle i del Molí del Menut, i en terres de Calders, totes elles de l'antic poble de Viladecavalls de Calders, les propietats de Puigmartí, les Oliveres, l'Estrada i el Vintró.

#### Termenal amb Monistrol de Calders

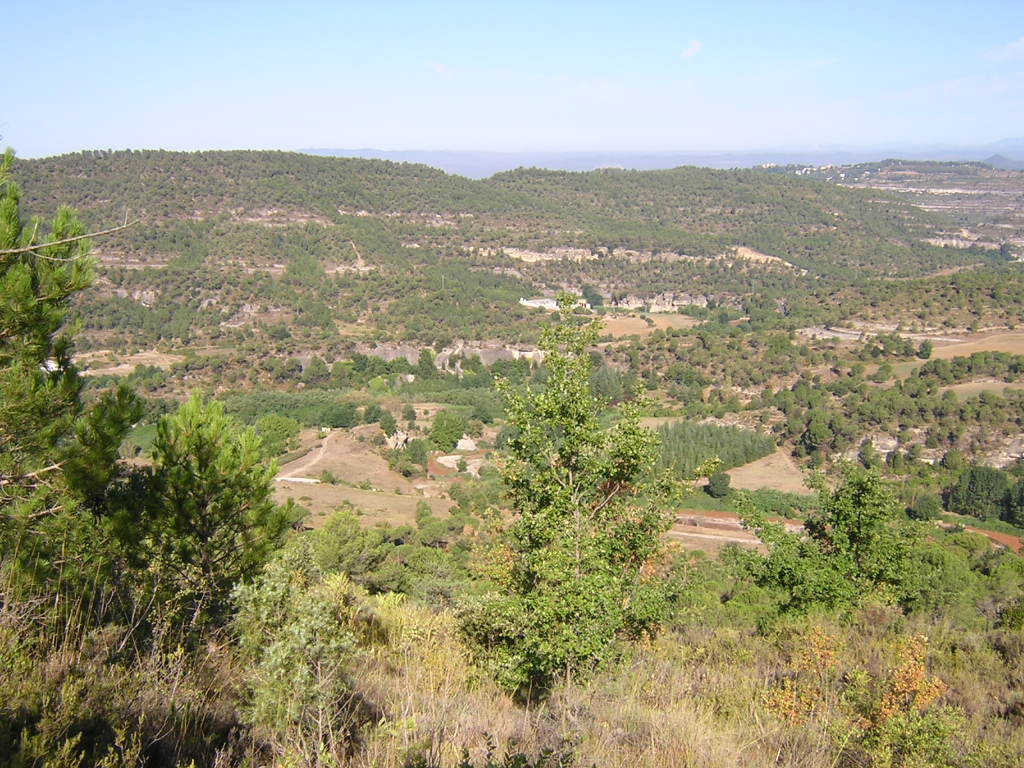
La Serra de les Abrines, pel costat de Monistrol de Calders

Aquest termenal abans del 1934 no existia, ja que Calders i Monistrol de Calders formaven una sola unitat administrativa, amb el nom de Calders. Des del punt anterior, el termenal torç cap al nord, per anar a buscar la Carena de la Font de la Bauma que segueix cap a l'est-nord-est. En arribar al punt més alt d'aquest serradet, gira de sobte cap al nord-nord-est, per baixar de dret a trobar el torrent de Mussarra just en el lloc que s'uneix a aquest torrent el torrent de la Baga de la Corriola. En aquest lloc, el termenal segueix cap al nord-oest el torrent de Mussarra, fins que arriba al lloc on s'aboca en el torrent de Bellveí. Des d'aquí, remunta cap al nord la muntanya existent en aquest lloc, fins a arribar al cim del Turó del Jep Dó, on trenca cap a llevant, seguint la Serra de Mas Pujol, de primer per la carena, fins al Collet del Benet, i després pel vessant septentrional, per la Baga de Bellveí fins a la capçalera del torrent de la Baga de Bellveí. Monistrol de Calders
En aquell punt trenca cap al nord, anant a buscar el capdamunt del Serrat de Sant Andreu, al lloc on aquest serrat s'uneix a la Serra de les Abrines, que seguirà un bon tros cap al nord, passant pel Coll de les Abrines. Quan arriba al punt més alt del Serrat de les Abrines, el termenal torna a tòrcer, ara cap al nord-est, baixant pel dret fins al mateix riu Calders al costat de ponent de la fàbrica de Pinsos Ponsa. Des d'aquí, ressegueix aigües amunt el Calders, cap a llevant i després cap al nord-est, uns 400 metres. Just davant de l'afluència al Calders per la dreta del torrent del Vilar el termenal abandona el riu per anar cap a llevant, fins a trobar el camí que travessa el lloc del Vilar, i el termenal emprèn pel centre del camí fins que arriba a trobar altre cop el Calders. El travessa pel dret cap al nord, deixant el camí anterior, i arriba a l'eix de la carretera B-124, on torna a trencar, ara cap a ponent, per seguir la carretera en direcció a ponent durant quasi 300 metres.

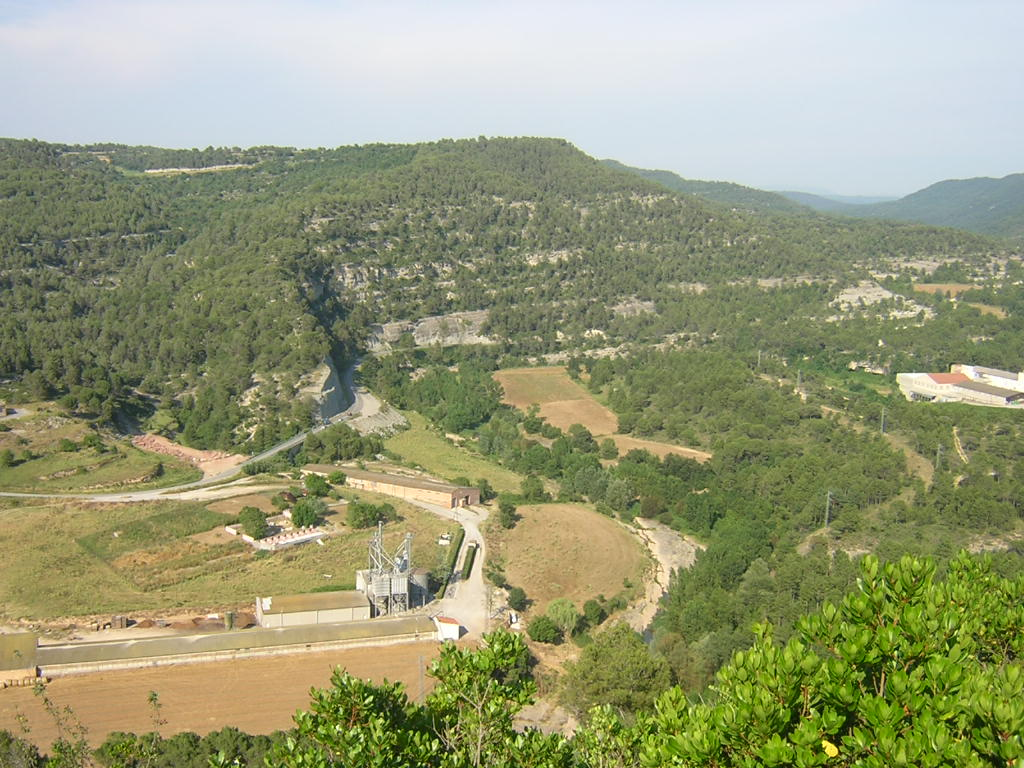
Els Cingles del Vilar i el Vilar

En aquest lloc, que és l'extrem occidental dels Cingles del Vilar, el termenal s'enfila cap a la carena superior de la cinglera, la Serra de la Malesa, que va seguint cap a llevant fins al punt més alt, a la Rovira de Sant Amanç, ran d'una barraca de vinya que domina els camps de conreu de Sant Amanç; continua cap a llevant fins a la vora del penya-segat de la cinglera, d'on comença a davallar, ara cap al sud-est, per travessar la vall del torrent de Vilaterçana i enfilar-se, davant per davant, a la Carena del Peter, extrem meridional del Serrat de la Tirolena, just al nord de la pedrera d'extracció de graves que hi ha en aquest lloc. Tota la pedrera queda dins del terme monistrolenc.
El termenal careneja cap amunt el Serrat de la Tirolena fins a la Punta del Barco, el seu punt més elevat, on abandona la carena i comença a discórrer pel seu vessant oriental, límit de ponent de la vall del torrent de la Baga Cerdana, anomenada Riera de l'Om pels de Moià. La línia de terme va resseguint la carena superior d'aquesta vall, aproximadament a la cota 620/625, fins que arriba a llevant del Pla de Puntogaina, on troba el triterme de Calders, Monistrol de Calders i Moià, on ha començat aquesta descripció.
És el termenal més llarg, d'uns 10 quilòmetres de llargària, que passa per terres del Vintró, Rubió de l'Alzina, Bellveí, Malniu, el Molí del Castell, Sant Amanç, Vilaterçana i la Grossa, del terme municipal de Calders, i Mussarra, el Bosc, La Païssa i la Coma, dins del terme monistrolenc.

### Les unitats del territori de Calders
| Entitat de població      | Habitants (2023) |
| Calders                  | 1.019            |
| Viladecavalls de Calders | 78               |
| Font: Idescat            |                  |

#### La parròquia de Sant Vicenç de Calders
El poble de Calders, situat en una carena que separa les valls de la riera de Malrubí i del Calders, és el principal nucli de població del municipi, que compta també amb notables masies escampades per tot el terme, situat en el punt de contacte entre les terres planes del Bages i l'altiplà del Moianès.
Les masies pertanyents al poble de Calders i a la parròquia de Sant Vicenç són La Calzina, La Domènega, L'Erola, La Grossa, La Guàrdia, Mont-ros, Cal Reguant, Reixac, Sant Amanç, Can Serra, Torrecabota, Trullars, La Vila, Cal Vilaró i Vilaterçana.

#### La sufragània de Sant Andreu de Calders
Situada a prop al sud-oest del poble de Calders, l'església de Sant Andreu de Calders centra un tros de la vall del Calders, entre el castell i el poble rural de Viladecavalls de Calders. A part de l'església i la rectoria adjunta, pertanyien a Sant Andreu de Calders les masies de Bellveí, Casa Gran de Bellveí, Comelles, Malniu, El Molí del Castell, Rubió de l'Alzina i Serramelera.

#### La parròquia de Sant Pere de Viladecavalls

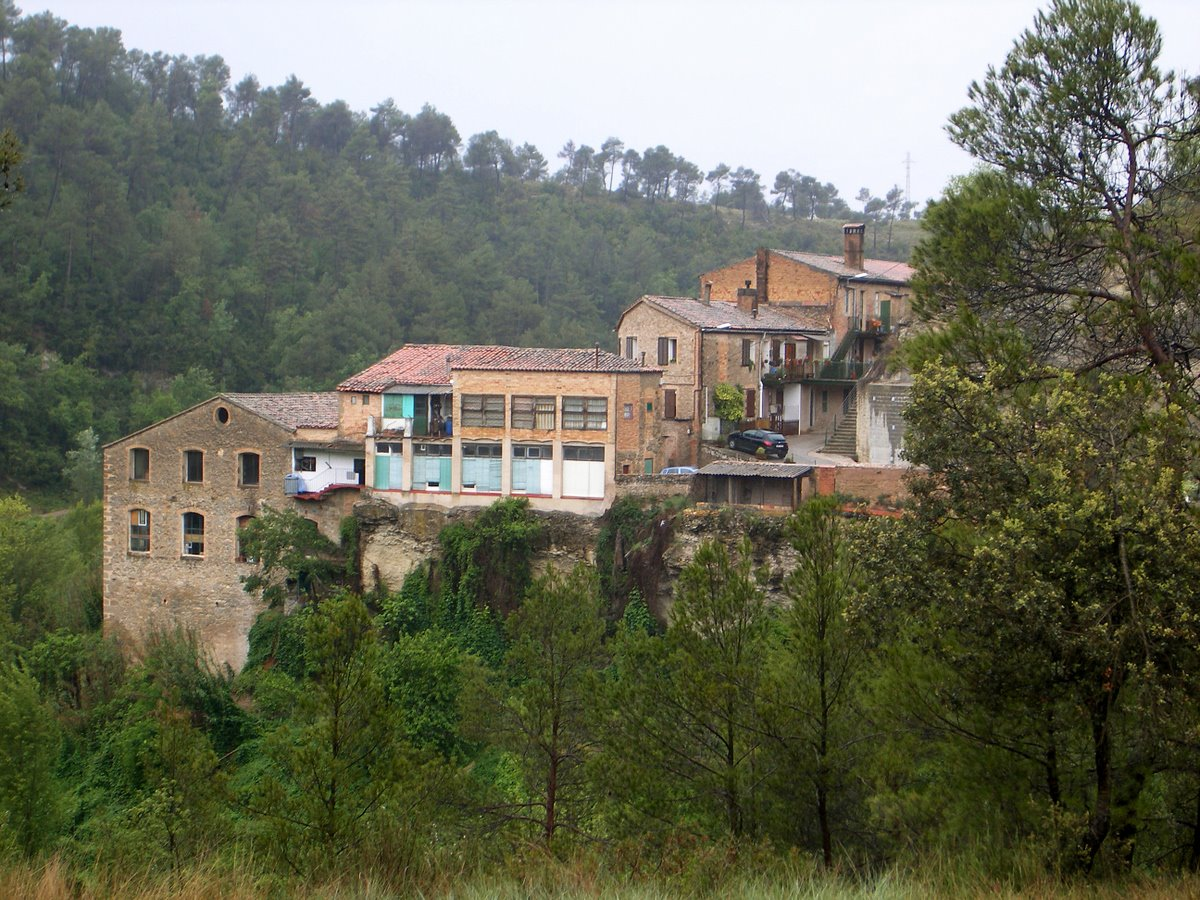
La Colònia Jorba

Aquesta parròquia, o poble de Viladecavalls de Calders, constitueix tot el racó de l'extrem de ponent del terme, a banda i banda del Calders. Tot i que originalment era una parròquia rural d'hàbitat dispers, la construcció, a darreries del segle xix, de la Colònia Jorba, o el Manganell, va crear un petit nucli de població, actualment encara habitat, malgrat que la fàbrica tèxtil fa anys que va tancar les portes.
Així mateix, l'església vella de Sant Pere, que ja estava en mal estat, fou abandonada i se'n construí una de nova, també advicada a Sant Pere, més a prop del Manganell i de la Colònia Jorba.
Les masies pertanyents a aquesta parròquia són l'Angle, el Canadell, l'Estrada, el Galobard (que fou traspassada a Navarcles a principis del segle xx), el Llucià, el Manganell, la Mira, les Oliveres, l'Oller, Puigmartí, les Quingles, el Soler, les Tàpies i el Vintró.

## Història

### Edat mitjana
El terme municipal de Calders es forma a partir del territori de la baronia de Calders, domini del Castell de Calders, les ruïnes del qual encara es conserven. El terme de la baronia era, aproximadament, el dels actuals termes municipals de Calders i de Monistrol de Calders.

### Edat contemporània
Pascual Madoz parla de Calders en el seu Diccionario geográfico... del 1845. S'hi refereix dient que està situat en una serra, combatut a l'estiu pels vents del sud, i a l'hivern pels del nord i l'oest; té un clima sa. Unes 60 cases formaven en aquell moment el poble, amb casa per a reunions de l'ajuntament i presó, a més de fonda pública. El terme era tot muntanyós i pedregós, sense boscos i regat per una riera (el Calders que dona força a dos molins fariners. La producció era sobretot d'ordi i de vi, amb una mica de bestiar de llana i caça de perdius i conills. 78 veïns de cadastre (caps de casa) i 406 ànimes (habitants) en formaven la població. En aquell moment Viladecavalls de Calders tenia ajuntament propi.
A la Geografia General de Catalunya dirigida per Francesc Carreras i Candi i publicada el 1910, Cels Gomis, encarregat del volum dedicat a la província de Barcelona, dedica un apartat a Calders. S'hi pot llegir que és un poble de 137 cases, amb 569 habitants de fet i 590 de dret. El 1910, hi cita com a agregats Monistrol de Calders, Viladecavalls i el caseriu de la Fàbrica d'en Golobart, i 92 cases escampades. En total, reuneix 420 edificis, amb 1.654 habitants de fet i 1.703 de dret. Parla de l'església parroquial de Sant Vicenç i de la sufragània de Sant Andreu, hi ha un estudi i una costura municipals, a més d'un convent de Dominiques, dedicades a l'ensenyament. Fa referència a la Festa Major, a la segona setmana de setembre, i al servei diari de cotxes amb destinació a Manresa, Moià i Vic.
Esmenta quatre fàbriques de teixits de cotó a Calders, a més de cinc molins de farina. El territori és muntanyós i fred, però saludable, i s'hi cull blat, sègol, ordi, patates, verdura i vi; també s'hi criava bestiar. Acaba dient que el castell i el terme eren reialencs.

#### L'Ajuntament

##### Alcaldes
- Jordi Escaler i Terme (1979 - 1987)
- Antoni Maria Cabra i Vilalta (1987 - 1991)
- Jaume Carné i Coll (1995-1999)
- Eduard Sànchez i Campoy (1999 - 2003)
- Jaume Perarnau i Llorens (2003 - 2011)
- Lluís Cerarols i Cortina (2011 - 2015)
- Eduard Sànchez i Campoy (2015 -)

##### Regidors
Des del 1979, Calders ha tingut els regidors següents: Pere Aguilar i Vall, Josep Badosa i Vallver, Antoni Maria Cabra i Vilalta, Conxita Capsada i Palomas, Jaume Carné i Coll, Josep Maria Casacuberta i Roma, Olga Casajuana i Tarrés, Pere Casajuana i Vall, Maria Lourdes Castells i Centellas, Maria Montserrat Castells i Centellas, Esteve Castells i Pont, Joan Cerarols i Cortina, Lluís Cerarols i Cortina, Pere Cerarols i Cortina, Sacha Cervera i Serrat, Celestí Ciuró i Guardiola, Rosa Maria Coll i Ponsa, Enriqueta Costa i Bou, Xavier Costa i Segarra, Jordi Escaler i Terme, Josep Fàbrega i Selva, David Muñoz i Robleda, Roser Oduber i Muntañola, Teresa Pagès i Pascual, Jaume Perarnau i Llorens, Pere Pérez i Aguirre, Pere Pérez i Rodríguez, Francesc Xavier Picañol i Rius, Sergi Pich i Cañisà, Elena Planas i Coll, Josep Maria Puigdomènech i Clapers, Josep Pujol i Dordal, Pere Purtí i Ortiz, Ester Ruiz i Zafra, Martí Saladelafont i Galí, Antoni Saladelafont i Rodé, Eduard Sànchez i Campoy, Sagrari Sánchez i Garcia, Just Serra i Coma, Lluís Torrescasana i Ciuró, Carme Torrescasana i Sangrà, Judit Vall i Puigmartí i Francesc Xavier Valldeperas i Nuri.

##### Legislatura2015-2019
| Candidatura | Candidatura | Cap de llista               | Vots | Regidors | % vots |
| ----------- | ----------- | --------------------------- | ---- | -------- | ------ |
|             | CiU         | Eduard Sánchez Campoy       | 285  | 4        | 54,81  |
|             | JpC-AM      | Carme Torrescasana i Sangrà | 215  | 3        | 41,35  |
| Total       | Total       | 530                         | 530  | 7        |        |

- Eduard Sánchez Campoy (CiU), alcalde
- Teresa Pagès Pascual (CiU), regidora
- Josep Pujol Dordal (CiU), regidor
- Sagrari Sánchez Garcia (CiU), regidora
- Carme Torrescasana i Sangrà (JpC-AM), regidora
- Sacha Cervera i Serrat (JpC-AM), regidor
- Just Serra i Coma (JpC-AM), regidor.

## Comunicacions
Situat en la via directa de les comunicacions entre Manresa i Vic, a peu de la carretera N-141c, Calders té també carretera que l'uneix amb Artés, la B-431, i, a través de Monistrol de Calders amb el Vallès Occidental per la B-124.
Una petita xarxa de pistes rurals comunica també Calders amb tots els pobles veïns, per vies alternatives a les carreteres oficials.
Pel que fa al transport públic, Calders disposa de dues línies que la comuniquen amb l'exterior. D'una banda, hi ha un servei regular d'autobusos que l'enllacen amb Manresa i Monistrol de Calders a través d'Artés, Torroella de Baix i Sant Fruitós de Bages, amb una freqüencia d'un enllaç cada dues hores. Quan passa mitja hora de les hores parelles, surt de Manresa cap a Monistrol de Calders, i el viatge invers arrenca quan passa mitja hora de les hores senars de Monistrol de Calders, i passa uns deu minuts després per Calders. De l'altra, la línia, també de transport regular, de Manresa a Moià i Castellterçol, amb cinc serveis diaris els dies feiners i un de sol els festius en direcció a Moià, i set diaris en dies feiners i un de sol els dies de festa, en direcció a Manresa. A més, hi ha el transport escolar organitzat pel Consell Comarcal, que duu els adolescents de Calders a l'institut de secundària i batxillerat d'Artés.

## Activitat econòmica
Poble essencialment rural tradicionalment, Calders conserva una certa activitat en el sector primari, tot i que en l'actualitat una part important de la seva població treballa a fora (principalment a Moià i a Manresa).
Els conreus principals són els propis del secà: cereals i vinya, molt més important anys enrere que no pas ara, que és quasi testimonial. Pel que fa a la ramaderia, hi destaca el sector porcí i l'oví.
Des de darreries del segle xix i fins als anys vuitanta del segle xx, Calders va tenir en funcionament fins a tres fàbriques tèxtils. Una al poble mateix, l'altra a Bellveí, i la tercera, la Colònia Jorba, a Viladecavalls de Calders. Ara romanen les tres tancades i abandonades. A més, Calders és dels pocs pobles de Catalunya que no disposa de polígon industrial.

## Llocs d'interès
Prop del poble hi ha el castell de Calders, arruïnat, bastit damunt un turó encerclat per un antic meandre de la riera de Calders.
El municipi comprèn, a més, el poble disseminat de Viladecavalls de Calders i tot de masies que suposen un ampli hàbitat rural, amb l'església romànica de Sant Salvador del Canadell. Prop del poble hi ha la urbanització la Guàrdia, un centre turístic de vacances i caps de setmana, al voltant del mas de la Guàrdia.
A la vora del poble, al peus del Calders, hi ha la colònia Jorba, una colònia tèxtil construïda l'any 1892 per l'empresari manresà Pere Jorba i Gassó.
Dins del terme es troba el dolmen de Sant Amanç.
El paratge de la Font de les Tàpies.

## Demografia
| 1497 f | 1515 f | 1553 f | 1717 | 1787 | 1857  | 1877  | 1887  | 1900  | 1910  |
| ------ | ------ | ------ | ---- | ---- | ----- | ----- | ----- | ----- | ----- |
| 27     | 11     | 20     | 457  | 535  | 1.713 | 1.472 | 1.683 | 1.654 | 1.758 |

| 1920  | 1930  | 1940 | 1950 | 1960 | 1970 | 1981 | 1990 | 1992 | 1994 |
| ----- | ----- | ---- | ---- | ---- | ---- | ---- | ---- | ---- | ---- |
| 1.763 | 1.619 | 720  | 754  | 661  | 550  | 477  | 545  | 590  | 590  |

| 1996 | 1998 | 2000 | 2002 | 2004 | 2006 | 2008 | 2010 | 2012 | 2014 |
| ---- | ---- | ---- | ---- | ---- | ---- | ---- | ---- | ---- | ---- |
| 647  | 698  | 763  | 788  | 803  | 833  | 914  | 934  | 955  | 949  |

| 2016 | 2018 | 2020  | 2022  | 2024  | 2026 | 2028 | 2030 | 2032 | 2034 |
| ---- | ---- | ----- | ----- | ----- | ---- | ---- | ---- | ---- | ---- |
| 953  | 946  | 1.045 | 1.101 | 1.114 | -    | -    | -    | -    | -    |

El 1787 incorpora Monistrol de Calders, que recupera la independència municipal entre 1812 i 1827, i el 1934 se'n torna a desagregar; el 1857 incorpora Viladecavalls de Calders, que entre 1812 i 1827 forma ajuntament propi amb Monistrol de Calders.